# Liceo scientifico statale Niccolò Copernico
Il Liceo scientifico statale "Niccolò Copernico" è un liceo di Verona, parte dell'istituto d'istruzione superiore Copernico Pasoli.

## Storia

### Come Liceo
Il Liceo è nato nel 1992 nella struttura succursale del Liceo scientifico statale “Messedaglia” al fine di colmare il bacino studentesco dell'Est Veronese. Nel 2008 è divenuto istituto autonomo con il nome di Liceo “Niccolò Copernico”, dal noto astronomo e matematico Niccolò Copernico. Successivamente, nel 2010 e con l’entrata in vigore della Riforma Gelmini, ha attivato, insieme al corso scientifico ordinario, sezioni di Liceo scientifico opzione Scienze applicate. Nel 2011, l'offerta ha incluso anche due sezioni linguistiche e, dal 2016, anche sezioni di Liceo Sportivo.
L’istituto può vantare collaborazioni con Università, Enti pubblici ed aziende nell'ottica dell'orientamento universitario e lavorativo.

### Nell'I.I.S.S. Copernico Pasoli
Nel 2014 nasce l'Istituto di Istruzione Superiore "Copernico - Pasoli" dall'unione di due realtà: il Liceo "Niccolò Copernico" e l'Istituto Tecnico Economico "Aldo Pasoli". Questo ha reso le due scuole un unico polo in grado di offrire formazione liceale e tecnica per la larga utenza scolastica dell'Est Veronese.
I due istituti erano già legati precedentemente e condividevano il bacino d'utenza, che è per circa il 40% formato da alunni provenienti dalla città, in particolare dai quartieri del Nord-Est di Verona. La restante parte arriva invece dai comuni del Nord ed Est della provincia, ovvero dai territori della Lessinia, della Valpantena, delle valli di Illasi, fino alla Val d’Alpone. 
Il Liceo “N. Copernico” si trova in via Anti, nel quartiere di San Michele Extra, zona Est di Verona ed è la sede centrale. L’Istituto Tecnico Economico "Aldo Pasoli", sorge in via Dalla Corte, nei quartieri di Borgo Trieste e Borgo Venezia della città. 
Negli ultimi anni i due Istituti hanno collaborato per alcuni progetti sotto la guida dello stesso dirigente scolastico. Inoltre, l’Istituto Tecnico ospita alcune classi del Liceo già dal 2012. Per tutti questi fattori, l’accorpamento è stato un passaggio preparato nel tempo, con l’obiettivo di razionalizzare le risorse senza però perdere quella che è la storia e l'identità dei due istituti.